# Kolumbie na Letních olympijských hrách 1984
Kolumbie se účastnila Letní olympiády 1984 v americkém Los Angeles. Zastupovalo ji 39 sportovců (36 mužů a 3 ženy).

## Medailisté
| Medaile | Jméno              | Sport             | Soutěž        |
| ------- | ------------------ | ----------------- | ------------- |
| Stříbro | Helmut Bellingrodt | Sportovní střelba | muži 50 metrů |